# Periclitopa varicornis
Periclitopa varicornis är en skalbaggsart som beskrevs av Louis Albert Péringuey 1904. Periclitopa varicornis ingår i släktet Periclitopa och familjen Melolonthidae. Inga underarter finns listade i Catalogue of Life.